# Leidart Cars
Leidart Cars war ein britischer Automobilhersteller in Pontefract (Yorkshire). 1936–1938 wurden dort Roadster mit Ford-Motoren gebaut.

## Beschreibung
Der Leidart Special V-8 hatte einen seitengesteuerten V8-Motor mit 3,6 l Hubraum, der 120 bhp (88 kW) leistete. Das Fahrgestell gab es mit 2565 mm und 2743 m Radstand.
Ihm zur Seite wurde der Leidart Special 10 hp gestellt. Er hatte einen ebenfalls seitengesteuerten Vierzylindermotor mit 1,2 l Hubraum, der eine Leistung von 36 bhp (26,5 kW) lieferte.
1938 verschwand die Marke wieder vom Markt.

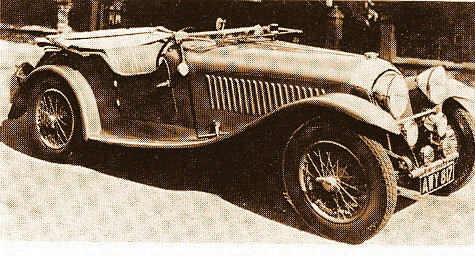
1936 Leidart 8

## Modelle
| Modell | Bauzeitraum | Zylinder | Hubraum  | Leistung         | Radstand     |
| ------ | ----------- | -------- | -------- | ---------------- | ------------ |
| V-8    | 1936–1938   | 8 V      | 3622 cm³ | 120 bhp (88 kW)  | 2565–2743 mm |
| 10 hp  | 1936–1938   | 4 Reihe  | 1172 cm³ | 36 bhp (26,5 kW) |              |